# Worcestershiresauce

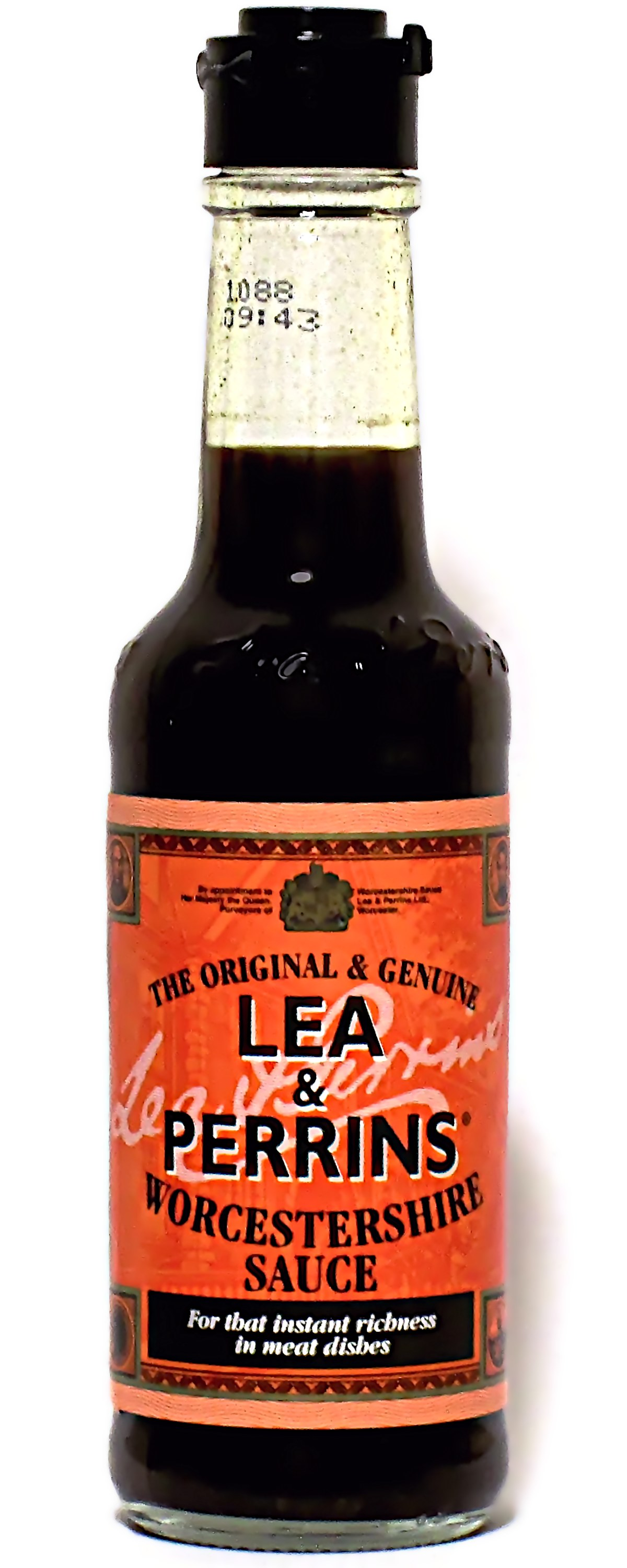
Lea & Perrins’ Worcestershiresauce

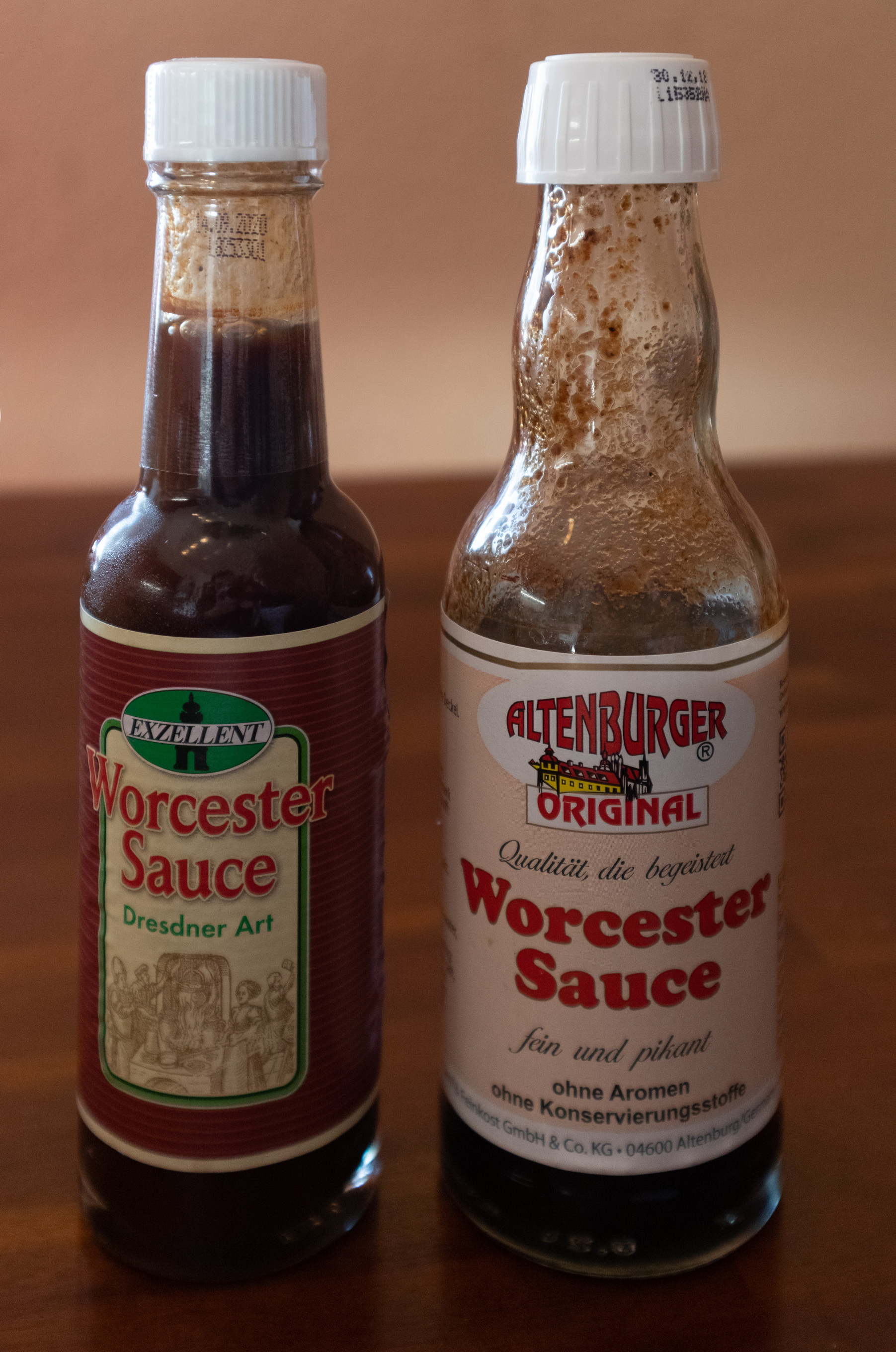
Worcestersaucen angelehnt an DDR-Rezeptur

Worcestershiresauce [ˈwʊstəʃə-] (anhörenⓘ) ist eine klassische englische Würzsauce, die seit dem 28. August 1837 vom damaligen Unternehmen Lea & Perrins in Worcester in der Grafschaft Worcestershire hergestellt wird. Seit 2005 ist der bekannteste Hersteller Lea & Perrins kein eigenständiges Unternehmen mehr, sondern eine Marke des US-amerikanischen Unternehmens Kraft Heinz. Worcestershiresauce ist keine rechtlich geschützte Angabe, sodass weltweit verschiedene Hersteller existieren; ähnliche Produkte werden unter dem Namen Worcestersauce [ˈwʊstə-] (anhörenⓘ) von anderen Unternehmen angeboten.
Das Originalprodukt aus England besteht aus Essig, Melasse, Zucker, Salz, Sardellen, Tamarinden-Extrakt, Zwiebeln, Knoblauch, verschiedenen Gewürzen sowie natürlichen Aromen und reift über mehrere Jahre in geschlossenen Behältern. Die genaue Zusammensetzung und das Verfahren sind ein Unternehmensgeheimnis. Es handelt sich erkennbar um das Ergebnis eines Fermentationsprozesses in Form eines dünnflüssigen, dunkelbraunen und aromatischen Extrakts.
Im Gegensatz zur originalen Worcestershiresauce bestehen die anderweitig angebotenen Produkte meist aus Essig und Sojasauce als Basis und können zusätzlich Wasser, Senf, Pfeffer, Chili, Fruchtmark sowie andere Gewürze enthalten. Oft enthalten diese Produkte zudem künstliche Aromastoffe, Konservierungsmittel sowie Verdickungsmittel und weichen somit geschmacklich vom Original ab.
Worcestershiresauce findet in der Küche vielseitige Verwendung, vor allem zu Fleischgerichten wie Ragout fin oder Würzfleisch. Ebenso enthält die Vinaigrette des Caesar Salad Worcestershiresauce und in vielen Mayonnaisen findet man sie ebenso. Auch für die Zubereitung des alkoholischen Cocktails Bloody Mary und der Michelada wird, neben Tabasco, Worcestershiresauce verwendet.

## Geschichte
Die Sauce geht einer Legende nach auf ein indisches Rezept zurück, das der Ex-Gouverneur von Bengalen, Lord Marcus Sandys, 1835 nach England brachte.
Dieses Rezept ließ der Lord angeblich in der Drogerie von John Lea und William Perrins in Worcester zubereiten. Allerdings habe das Resultat zu scharf geschmeckt und sei als ungenießbar abgelehnt worden. Ein Fass der Mixtur, die Lea und Perrins für sich selbst hergestellt hätten, wurde der Legende zufolge in einem Keller eingelagert. Als dieses Fass nach einem halben Jahr geöffnet worden sei, war der Inhalt zu einer würzigen Sauce gereift. Lea und Perrins begannen daraufhin mit der Produktion.
In der Realität gab es jedoch nie einen Gouverneur oder anderen Kolonialbeamten dieses Namens; das Rezept stamme vielmehr von einer adeligen Frau, deren Nennung auf dem Etikett aber gegen die damaligen Anstandsregeln verstoßen hätte, so Lea & Perrins.
Im Jahr 2001 hat jedoch sogar ein Unternehmenssprecher der damals noch eigenständigen Firma Lea & Perrins zugegeben, dass es sich bei allen diesen Legenden um PR-Erfindungen der Hersteller handele, indem er erklärte, es sei wohl nicht die volle Wahrheit („not God’s own truth“). Das Rezept dürfte von den beiden Apothekern selbst erdacht worden sein. Die Worcestershiresauce befindet sich seit 1838 in Produktion und wurde in den Anfangsjahren als Mittel zur Förderung der Verdauung angepriesen, bevor sie Einzug in Landesküchen auf der ganzen Welt hielt, u. a. in Japan und Frankreich – dort wird sie z. B. für Steak Tatar verwendet.
Anders als in Westeuropa wurde in der DDR nach der Konzentration auf wenige Herstellungsbetriebe diese Sauce hauptsächlich durch den „VEB Exzellent Dresden“ industriell hergestellt. Im Angebot waren zwei Produkte verschiedener Rezeptur mit unterschiedlichen Namen:
- „Worcestersauce“ – eine scharfe Variante mit Tomatenkonzentrat, Tamarindenmus, Curry, Walnuss, Champignons und Chili
- „(Dresdner) Worcestershiresauce“ – eine süße Variante, die zusätzlich Malzextrakt, Apfelgelee und Dessertwein enthielt, jedoch kein Chili. Angesichts von Versorgungsengpässen waren nicht immer beide Varianten für die Bevölkerung verfügbar.

„Worcestersauce Dresdner Art“ ist noch erhältlich, allerdings mit veränderter Rezeptur.